# Alfonso Gómez (Pianist)

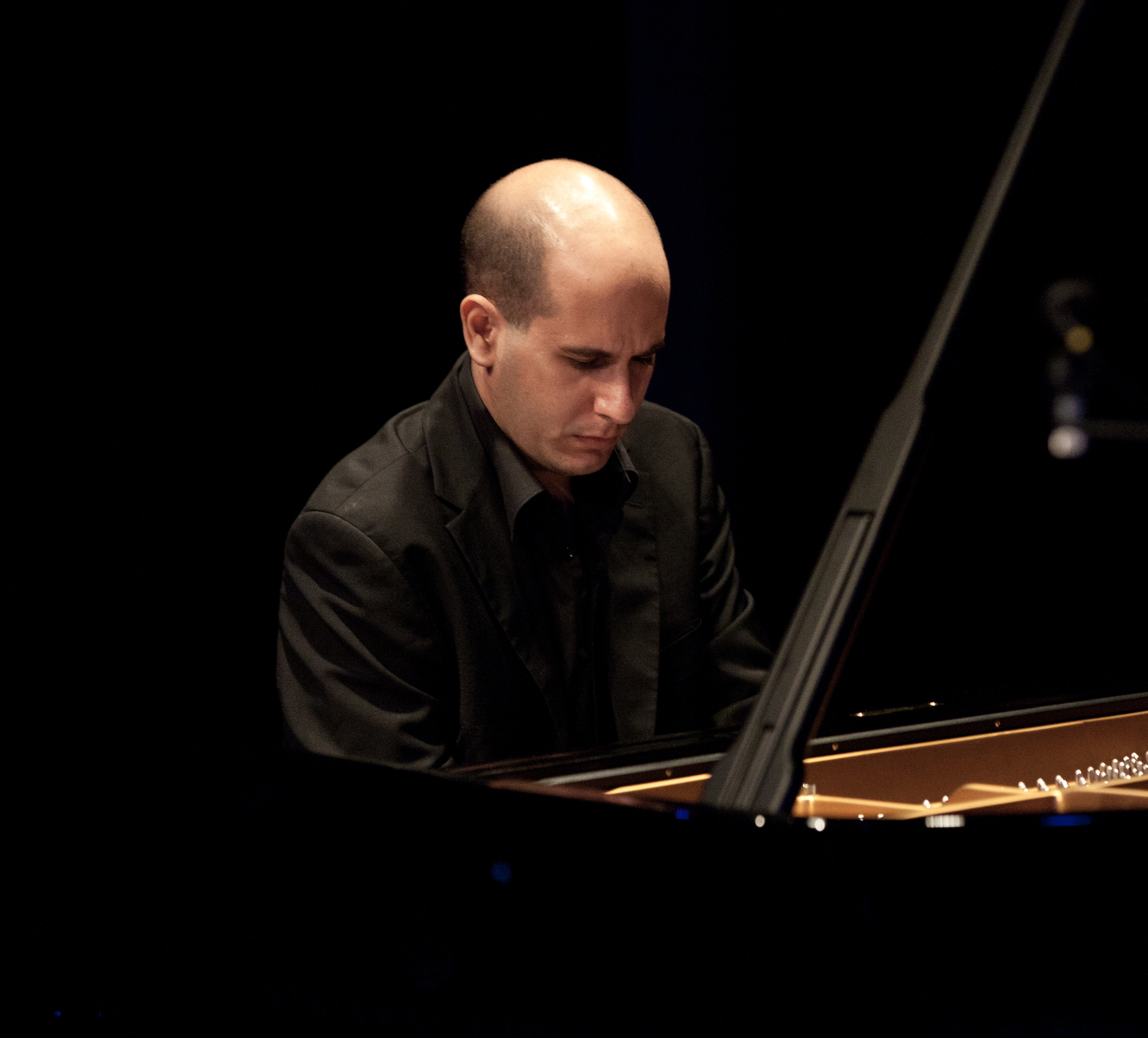
Alfonso Gómez 2012.

Alfonso Gómez Ruiz de Arcaute (geboren 1978 in Vitoria, Álava, Spanien) ist ein spanisch-deutscher Pianist.

## Leben
Alfonso Gómez studierte am Konservatorium von Vitoria bei Albert Nieto, am Konservatorium von Rotterdam bei Aquiles delle-Vigne und an der Hochschule für Musik Freiburg bei Tibor Szász.
Außerdem erhielt er Unterricht von Vitali Margulis, Jacques Rouvier, Éric Haedsieck, Jan Wijn, Gilead Mishory und Galina Egiazarova, sowie Kammermusikunterricht von Rainer Kussmaul, Jörg Widmann, Jean-Jacques Kantorow, Donald Weilerstein und Juanjo Mena.
Nach seinem Studium begann eine aktive Konzertkarriere in Spanien, Frankreich, Belgien, Holland, Österreich, Deutschland, der Schweiz, Italien, Ukraine, den USA, Kanada, Mexico, Taiwan und Südkorea. Als Solist trat er mit Orchestern wie dem Brandenburgischen Staatsorchester Frankfurt, Baskischen National Orchester, Euro-Asian Philharmonic, Bilbao Symphony Orchestra, Homburger Symphonieorchester, Orquesta Sinfónica Europea, Rotterdam Young Philharmonic, Orkest van Utrecht, Aita Donosti Kammerorchester, Gyeonggi Philharmonic und Incheon Philharmonic unter Dirigenten wie Hans Graf, Roy Goodman, Jurjen Hempel, Nanse Gum, Juanjo Mena, Jonathan Kaell, Ernest Martínez Izquierdo, Erik Nielsen und Scott Sandmeier auf.
Er ist Preisträger von zahlreichen Wettbewerben, darunter erste Preise in Wettbewerben wie „J. Françaix“ (París), „Ciudad de Guernika“, „Alter Musici“ (Cartagena) und „Gerardo Diego“ (Soria). In Rotterdam erhielt er den „Erasmus Kamermuziekprijs“. Alfonso Gómez engagiert sich aktiv im Bereich der zeitgenössischen Musik und hat zahlreiche Werke von verschiedenen Komponisten uraufgeführt.
Seine Diskografie umfasst zehn CDs für die Plattenfirmen EROL, Ad libitum, Coviello Classic, Orpheus, Ondine, KAIROS und Sinkro Records. Seine CD Ramón Lazkano, piano works (KAIROS) wurde mit dem „Grand Prix du Disque Musique Contemporaine de l’académie Charles Cros“ in Paris ausgezeichnet.
Derzeit ist er Professor für Klavier an der Hochschule für Musik Freiburg.

## Diskografie
- 2025: Olivier Messiaen, Catalogue d´oiseaux & Petites esquisses d'oiseaux, KAIROS
- 2024: Gabriel Erkoreka, Piano Concerto "Piscis". Basque National Orchestra / Juanjo Mena. Ondine
- 2022: Gabriel Erkoreka, Works for Solo Piano, KAIROS.
- 2021: Morton Feldman, Late Works for Piano. KAIROS
- 2021: Olivier Messiaen, Vingt Regards sur l´Enfant-Jésus. KAIROS
- 2019: Maurice Ravel, complete works for solo piano. Coviello Classics
- 2019: Ramon Lazkano, piano works. KAIROS (Grand Prix du Disque Musique Contemporaine de l’académie Charles Cros 2019).
- 2013: Bakarrizketak-Monólogos. Sinkro Records (Werke von F. Ibarrondo, L. de Pablo, G. Lauzurika, R. Lazkano, S. Martínez, J. M. Sánchez-Verdú und A. Edler-Copes)
- 2011: Claude Debussy: Préludes. Sinkro Records
- 2010: Félix Ibarrondo: L’oeuvre pour piano. Sinkro Records
- 2009: Piano Recital, Sinkro Records (Werke von Enrique Granados, Isaac Albéniz, Joaquín Turina, Pedro Blanco und Manuel de Falla)
- 2007: Morfología Sonora, Sinkro Records (Werke von Carmelo Bernaola, Zuriñe F. Gerenabarrena, Gabriel Erkoreka, Antonio Lauzurika, Alfonso García de la Torre, Sergio Gutiérrez)